# Monterissa
Monterissa é um género de gastrópode  da família Hydrocenidae.
Este género contém as seguintes espécies:
- Monterissa gowerensis Iredale, 1944